# Daniel Freund
Daniel Freund, né le 14 octobre 1984 à Aix-la-Chapelle, est un homme politique allemand du parti Alliance 90/Les Verts. Il est député au Parlement européen depuis juillet 2019 pour les Verts/ALE. Il est connu au-delà des parties politiques pour son engagement en faveur de l'État de droit et de la transparence, et contre la corruption dans l'Union européenne, notamment par ses critiques virulentes à l'égard des déficits de l'État de droit en Hongrie.

## Biographie
Il obtient un diplôme en sciences politiques, économie et droit de l'université de Leipzig, suivi d'un master en affaires publiques de l'Institut d'études politiques de Paris, au cours duquel il effectue une visite d'étude à l'Elliott School de l'université George-Washington.
Pendant ses études, Freund a fondé avec des camarades un projet de journal européen appelé European Daily, avec lequel il a été nommé en 2011 pour le prix Charlemagne pour la jeunesse.
Après avoir été stagiaire au ministère des Affaires étrangères et à la délégation de l'UE à Hong Kong, puis consultant chez Deloitte, Freund a travaillé de 2013 à 2014 comme assistant parlementair au bureau du député européen Gerald Häfner à Bruxelles. En juillet 2014, Freund a rejoint le bureau de Transparency International à Bruxelles, où il était responsable de la lutte contre la corruption au sein des institutions européennes en tant que « Head of Advocacy for EU Integrity » jusqu'en mai 2019.

## Parcours politique
En 2005, Daniel Freund a rejoint le parti Alliance 90/Les Verts. Depuis 2019, il est membre consultatif du comité directeur des Verts du Land de Rhénanie-du-Nord-Westphalie et coprésident de la délégation des Verts de Rhénanie-du-Nord-Westphalie au Parlement européen avec Alexandra Geese et Terry Reintke. Il s'engage entre autres dans des organes du parti comme les groupes de travail BAG Europa, le BAG Droit et Démocratie, le Landesdiversitätsrat et le Netzwerk lebendige Demokratie.

### Élection au Parlement européen 2019-2024
Lors des élections du Parlement européen de 2019, l'Alliance 90/Les Verts obtient 21 des 96 sièges de députés allemands, et Freund, qui était vingtième sur la liste Verte, est élu au Parlement européen.
Il représente le groupe parlementaire Les Verts/ALE (Alliance Libre Européenne ) comme membre de la Commission du contrôle budgétaire et de la Commission des affaires constitutionnelles. Dans le cadre de son travail au sein de la commission des affaires constitutionnelles, Freund s'est engagé, depuis son entrée en fonction en 2019, à mettre en place une autorité éthique indépendante, qui serait en mesure de contrôler les fonctionnaires et les hommes politiques de l'UE en matière de conflits d'intérêts et de prononcer des sanctions.
En outre, Freund a été membre suppléant de la commission des transports et du tourisme au cours de la 9e législature (2019-2024) et, depuis 2022, de la commission des libertés civiles, de la justice et des affaires intérieures.
De 2022 à 2023, il a également été membre de la commission spéciale sur l'influence étrangère dans tous les processus démocratiques de l'Union européenne, y compris la désinformation, et sur le renforcement de l'intégrité, de la transparence et de la responsabilité au Parlement européen.
De même, il est membre de la Délégation de l'UE pour les relations avec les pays d'Asie du Sud-Est et l'Association des nations de l'Asie du Sud-Est (ANASE).

### Réélection au Parlement européen en 2024
Lors de la conférence fédérale des délégués des Verts qui se tient du 23 au 26 novembre 2023 à Karlsruhe, les délégués l'élisent au 1er tour en 10e position sur la liste pour les élections de 2024 où il est réélu.
Pour le groupe des Verts/ALE, il est à nouveau membre de la commission du contrôle budgétaire, dont il est le coordinateur, et de la commission des affaires constitutionnelles. Il est également membre suppléant de la commission des libertés civiles, de la justice et des affaires intérieures.
Par l'intermédiaire de la commission des libertés civiles, il participe également au groupe de travail sur la démocratie, les droits fondamentaux et l'État de droit.
Pour les Verts au Parlement européen, il est membre de la délégation pour les relations avec la péninsule arabique, de la délégation pour les relations avec les pays de l'Asie du Sud-Est et l'Association des nations de l'Asie du Sud-Est (ANASE), de la délégation à l'Assemblée parlementaire paritaire OAKPS-UE et de la délégation à l'Assemblée parlementaire Caraïbes-UE.
Depuis 2024, il est également rapporteur permanent pour le suivi de l'aide financière de l'UE à l'Ukraine et les relations avec la Verkhovna Rada au sein de la commission du contrôle budgétaire.

### Engagement au sein du Parlement Européen
En plus de son travail dans les commissions et délégations parlementaires, Daniel Freund est membre du comité directeur du groupe Spinelli, dont il a été le président de 2021 à 2025. Le groupe Spinelli est un mouvement de députés européens de différents groupes politiques qui s'engage pour une intégration européenne plus étroite via la réforme des traités.
Au début de la législature 2019, Freund a fondé l'intergroupe sur la lutte contre la corruption dans l'UE, qu'il a dirigé avec Roberta Metsola jusqu'à son élection à la présidence du Parlement européen. Entre-temps, il dirige l'intergroupe anti-corruption avec les eurodéputés Chloé Ridel (S&D) et Michał Wawrykiewicz (PPE).
Il est également membre de l'intergroupe LGBTIQ+, dont le travail consiste à surveiller les activités de l'Union européenne, à suivre la situation des personnes lesbiennes, gays, bisexuelles, transgenres, intersexuées et queer (LGBTIQ+) dans les États membres de l'UE et au-delà, et à relayer leurs préoccupations au niveau européen en échangeant avec des groupes de la société civile.
Au cours de la dernière législature, il a également fait partie du comité exécutif de la Conférence sur l'avenir de l'Europe (COFE), une initiative de la Commission européenne et du Parlement européen qui, en 2021/2022, a élaboré, avec la participation de citoyens de l'UE, un concept sur la manière dont l'avenir de l'UE et la poursuite de l'intégration peuvent être façonnés.

### Engagement extra-parlementaire
Daniel Freund est membre de l'Europa-Union Deutschland, une organisation non partisane qui s'engage en faveur de l'intégration européenne et d'une Europe fédérale.
Il est en outre assesseur consultatif au conseil d'administration de l'Institut für Europäische Politik (Berlin).
Il fait en outre partie du cercle des membres de l'Institut Jacques Delors à Berlin, qui s'occupe de questions de politique et de gouvernance européennes.

## Initiatives politiques
Au Parlement européen, Freund s'est fortement engagé en faveur de la réforme du registre de transparence de l'UE. En tant que négociateur du Parlement, il a participé à l'élaboration d'un accord interinstitutionnel qui est entré en vigueur en 2021 et qui a établi pour la première fois des règles contraignantes pour les contacts des lobbyistes avec la Commission, le Parlement et le Conseil. Le nouveau registre de transparence oblige les représentants d'intérêts à divulguer leurs activités et rend les processus décisionnels politiques plus transparents. Freund est considéré comme l'un des principaux architectes de cette réforme.
Freund a joué un rôle central dans l'introduction et la mise en œuvre du mécanisme européen de protection de l'État de droit, qui lie le versement des fonds européens au respect des principes de l'État de droit dans les États membres. En tant que membre de la commission du contrôle budgétaire, il s'est engagé très tôt en faveur de ce mécanisme et a suivi son application d'un œil critique. Dans ce contexte, il a été l'une des voix les plus éminentes au Parlement européen à dénoncer les violations systématiques des normes de l'État de droit en Hongrie. En 2022, le mécanisme a conduit pour la première fois au gel partiel des fonds européens destinés à la Hongrie, une mesure que M. Freund a publiquement saluée et considérée comme un succès important pour la protection des valeurs fondamentales européennes. En raison de la situation persistante et non améliorée de l'État de droit en Hongrie, M. Freund, en collaboration avec des députés de premier plan de différents groupes politiques, a notamment demandé, dans une lettre ouverte à la Commission européenne, le gel complet des fonds européens versés au gouvernement hongrois.
Depuis le début de son mandat, Freund milite en faveur de la création d'un organisme éthique indépendant (European Ethics Body) au niveau européen. L'objectif est d'établir des règles de conduite contraignantes et des mécanismes de contrôle transparents pour les membres des institutions européennes, en particulier les députés du Parlement européen et les commissaires européens. À la suite de scandales de corruption tels que le « Qatar-Gate », il a demandé à plusieurs reprises la création d'une instance externe dotée de pouvoirs coercitifs, chargée d'examiner les conflits d'intérêts et de sanctionner les infractions. Il a critiqué les mécanismes d'autocontrôle existants, les jugeant insuffisants et politiquement partiaux.

## Réception dans les médias
Daniel Freund est régulièrement cité dans les médias nationaux et internationaux, notamment dans le cadre de son travail sur la transparence, l'État de droit et les réformes institutionnelles de l'UE.
Ses critiques persistantes à l'égard de l'État de droit en Hongrie et son engagement en faveur de l'application du mécanisme européen de protection de l'État de droit ont notamment été relayés par le Süddeutsche Zeitung, et Politico Europe,.
Dans le documentaire d'Arte « Bonjour, dictateur » – Orbán, l'UE et l'État de droit, Daniel Freund est suivi dans son combat pour l'État de droit en Hongrie.
Le quotidien «taz» a qualifié Daniel Freund d'« adversaire le plus acharné d'Orbán » en raison de son engagement contre la corruption en Hongrie.
Dans le documentaire Arte « La Pologne à la frontière » de Marcin Wierzchowski, Daniel Freund est accompagné lors d'un voyage à travers la Pologne. En sa qualité de membre de la commission du contrôle budgétaire, Daniel Freund s'est notamment rendu à Łódź. Freund attire l'attention sur les problèmes liés à l'État de droit en Pologne et sur le gel des fonds européens qui en découle.
En juillet 2024, il a plaidé dans le podcast de la FAZ pour que la présidence hongroise du Conseil de l'UE soit raccourcie à deux mois en raison de son utilisation abusive par Viktor Orbán.
Dans le contexte du scandale de corruption « Qatargate », Freund s'est davantage profilé comme défenseur d'un comité d'éthique indépendant. Dans des articles publiés notamment sur tagesschau.de, EURACTIV et Arte, il a réclamé des règles plus strictes et des conséquences institutionnelles.
Freund est également régulièrement invité dans des émissions publiques telles que le magazine Frontal de la ZDF et figure dans les classements de Politico Europe comme un député influent dans les domaines de l'État de droit et de la transparence.
Il rédige également régulièrement des articles dans des médias européens tels que The Guardian et taz, dans lesquels il plaide en faveur d'une plus grande démocratie, d'une plus grande transparence et de réformes institutionnelles au sein de l'UE.
En 2024, Daniel Freund a fait l'objet d'un portrait dans le documentaire ZDF/ARTE « Gekaufte Politik? Europa in der Korruptionskrise » (Politique achetée ? L'Europe en crise de corruption), qui traite du scandale de corruption « Katargate » au Parlement européen. Le documentaire met notamment en lumière l'engagement de Freund en faveur de la transparence et ses efforts pour mettre en place un comité d'éthique indépendant au sein de l'UE.